# Договор комиссии

диаграмма соотношений различных видов агентских договоров

Догово́р коми́ссии (от лат. commissio «связь; вместе» или committo «поручать») — договор, согласно которому одна его сторона — комиссионе́р — берёт на себя обязательство перед другой стороной — комите́нтом — за вознаграждение заключить с третьим лицом или лицами одну или несколько сделок в интересах и за счёт комитента, но от своего, комиссионера, имени.
Договор комиссии является самостоятельным видом договора. Наряду с договором поручения и агентским договором договор комиссии относится к группе посреднических договоров.

## Особенности договора комиссии по странам

### Россия
Договор комиссии на территории России регулируется положениями Гражданского кодекса Российской Федерации. В соответствии с условиями ГК РФ особенности отдельных видов договора комиссии могут быть предусмотрены другим законом (кроме ГК РФ) и иными правовыми актами (указ Президента Российской Федерации, постановление Правительства Российской Федерации, другие правовые акты).

### Франция
Комиссионером во Франции признаётся юридическое или физическое лицо, которое действует от своего имени, или исключительно от имени и в интересах юридического лица. Согласно Французскому торговому кодексу права и обязанности комиссионера и комитента аналогичны правам и обязанностям сторон договора поручения, в связи с чем договор комиссии относят к одному из видом договора поручения в торговом обороте.

### Германия
Статьей 383 Германского торгового уложения комиссионер определяется как лицо, которое от собственного имени, но за счет другого лица, в качестве предпринимательской деятельности, принимает на себя куплю-продажу товаров, ценных бумаг.

## Особенности договора

Диаграмма соотношений различных видов агентских договоров

По сделке, совершенной комиссионером с третьим лицом, приобретает права и становится обязанным комиссионер, несмотря на то, что комитент был назван в сделке или вступил с третьим лицом в непосредственные отношения по исполнению сделки.
Договор комиссии может быть заключен на определённый срок или без указания срока его действия, с указанием или без указания территории его исполнения, с обязательством комитента не предоставлять третьим лицам права совершать в его интересах и за его счет сделки, совершение которых поручено комиссионеру, или без такого обязательства, с условиями или без условий относительно ассортимента товаров, являющихся предметом комиссии.
Комиссионер имеет право возмещения всех своих затрат, понесённых при исполнении им обязанностей как комиссионера, ещё и получить за исполнение им его обязанностей комиссионное вознаграждение.
Комиссионер не несёт обязанностей перед комитентом за исполнение третьим лицом обязательств такого третьего лица по заключённым комиссионером в интересах комитента сделкам. Однако комиссионер и комитент могут в договоре комиссии обусловить наличие делькре́дере.
Услуги комиссионера, которые он оказывает комитенту, исполняя свои обязательства, часто называются «комиссионными услугами».
Комиссионер становится обязанным по сделкам, заключенным с третьими лицами, однако он не несет ответственности за неисполнение сделок, вызванных действием или бездействием третьих лиц, кроме случаев, когда комиссионер не проявил необходимой осмотрительности при выборе этого лица либо принял на себя ручательство за исполнение сделки (делькредере).

### Отличия от договора поручения
Договор комиссии имеет некоторые отличия от договора поручения. В отличие от договора поручения, где поверенный действует от имени своего доверителя, комиссионер в сделках с третьими лицами действует от своего имени, создавая в этих сделках обязательственные права и обязанности непосредственно для себя, а не для комитента.
Тем не менее, всё, что получил в результате исполнения обязательств по таким, заключённым им как именно комиссионером, сделкам с третьим лицом (лицами) комиссионер, становится собственностью не комиссионера, а непосредственно комитента, вне зависимости от того, что указано в сделках, заключённых комиссионером с третьим лицом (лицами).
Как уже отмечалось, по договору поручения поверенный действует от имени доверителя, а по договору комиссии комиссионер действует от своего имени. Другим отличием договора комиссии от договора поручения является то, что по договору поручения поверенный обязуется выполнить любые юридические действия, а не только сделки, в то время как по договору комиссии комиссионер совершает только сделки, то есть действия, направленные на создание, изменение или прекращение прав и обязанностей.

### Отличия от агентского договора
Агентский договор отличается от договора комиссии тем, что агент обязуется совершить как юридические действия, в том числе и сделки, так и фактические. Причем, в зависимости от условий договора, агент может действовать как от имени принципала (модель договора поручения), так и от своего имени (модель договора комиссии). Таким образом, агентский договор — это понятие, объемлющее в числе прочего и два названных вида договора: договор поручения или договор комиссии (юридические действия), с одной стороны, и договора возмездного оказания услуг (фактические действия), с другой стороны, кроме того, как видно из описания агентского договора, последний включает в себя и договор доверительного управления.